# Heihe (cheval)
Pour les articles homonymes, voir Heihe.
Le Heihe (chinois simplifié : 黑河马 ; chinois traditionnel : 黑河馬 ; pinyin : Hēihé mǎ) est une race chevaline chinoise, qui provient du bassin de l'Heilongjiang, à la frontière entre la Russie et la Chine. Élevée avant le XVIIe siècle par les Mandchous, elle est influencée par de nombreuses races, en particulier mongoles et russes. Dans les années 1940, sous l'impulsion des haras du xian de Keshan, elle est améliorée par croisements avec des chevaux de races françaises. Elle est officiellement reconnue en 1963.
Le Heihe peut être typé selle ou typé trait. De taille moyenne et de conformation uniforme, il résiste aux températures extrêmes du Nord-Est de la Chine, et sert pour le travail agricole.

## Histoire

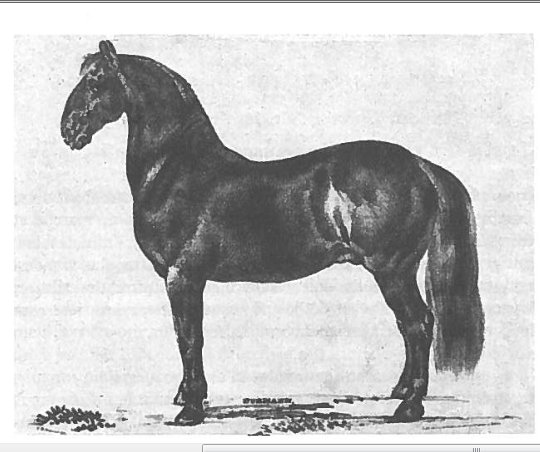
Le cheval Anglo-normand a influencé le Heihe.

La race est influencée par le cheval mongol et le cheval de Soulun, élevé avant le XVIIe siècle par les Mandchous. Le gouvernement de la dynastie Qing envoie un grand régiment de cavalerie dans la région pour en assurer la défense, principalement composé de chevaux mongols. L'influence du cheval mongol se poursuit après les années 1820, où ces chevaux sont importés pour les travaux forestiers et le minage de l'or. En 1908, des immigrés russes amènent avec eux leurs chevaux. Après 1930, ce sont des trotteurs Orlov et divers chevaux de trait qui viennent grossir le cheptel. De 1937 à 1939, des chevaux mongols de souche russe les rejoignent. C'est à la même époque que les haras du xian de Keshan sont créés et s'organisent. Ils importent principalement des étalons Anglo-normands, et les mettent à disposition via quatre stations de monte. En 1940, sur les 16 étalons du haras, on compte deux Anglo-arabes, quatre Anglo-normands, et un mélange d'Anglo-normands et de Percherons. 
Un élevage sélectif se met en place vers 1955, avec la création du haras des chevaux du Nord. Cette nouvelle race est officiellement reconnue en 1963.

## Description
En dépit du fait qu'elle soit assez récente, la race Heihe présente une conformation uniforme. La tête, de taille moyenne, est de profil rectiligne, avec de grands yeux ouverts et de longues oreilles. Large à la base, l'encolure est d'une longueur moyenne. Le garrot est bien saillant, la croupe assez courte. Les jambes sont solides, avec de longs avant-bras et des canons courts. Le jarret est considéré comme n'étant pas assez droit. Il existe deux types, un type selle et un type trait. 
La robe est généralement baie ou alezane, plus rarement grise ou noire. Les autres robes sont rares.
Deux études génétiques ont permis d'opérer un rapprochement entre trois races chinoises appartenant au groupe du Nord-Est de la Chine, le Heihe, l'Erlunchun et le Jilin,,.
Le Heihe est considéré comme obéissant et volontaire. Il présente de bonnes qualités d'endurance et de traction lourde, et résiste aux amplitudes thermiques de sa région.

## Utilisations
Le Heihe est mis au travail agricole, notamment pour le labour.

## Diffusion de l'élevage
La ville de Heihe est le centre de l'élevage qui a donné son nom à la race. On la trouve aussi vers Aigun. Le Heihe n'est pas une race naturelle, mais le résultat d'un élevage sélectif pratiqué en Chine,. Le niveau de menace pesant sur lui est inconnu.